# Anderebide Elkartea

Anderebide Elkartea (en castellano "Asociación Camino de la mujer") es una asociación de mujeres creada en el municipio vizcaíno de Yurreta en el País Vasco (España). Surgió en el año 2009 después de que unas cuantas vecinas participaron en unos cursos de empoderamiento y se animaron a crear una asociación.
Es una Asociación de Mujeres, que partiendo de la diversidad, quiere dar respuesta a iniciativas, necesidades y demandas para conseguir la igualdad de oportunidades entre mujeres y hombres a partir y a través del empoderamiento (crecimiento personal) participando en la vida pública de Iurreta
En principio se comenzó con 67 socias, llegando en este momento a ser 140 socias, que participan activamente en todos los cursos y actividades que se organizan en el pueblo para dar visibilidad a la mujer en la vida diaria.
Para ponerle nombre a la asociación se contó con la ayuda de Cristina Mardaras, Iuerretarra  y la primera mujer bertsolari  en participar con los hombres en esta actividad tan típica en Euskal Herria.
El Logo fue idea de Leire Bereziatua González (Iurreta 1983), Nagore Txintxurreta Isasi (Iurreta 1983) e Itsaso González (Markina 1984) y parte de la idea de los gorros que llevaban las mujeres en la Edad Media (somos, porque fueron), también puede ser un camino sin final, y a la vez se puede interpretar cómo la melena de la mujer en libertad.
Actualmente la junta directiva de la asociación la componen 7 mujeres: Ana María Urkidi (presidenta), Encarna Sánchez (vicepresidenta), Marijo Gónzalez (tesorera), Charo Fradejas (secretaria) y como vocales: Isa Bereziartua, Lurdes Moreno y Marga Aiartzaguena.
Además de las actividades propias de la misma, colaboran activamente en las actividades organizadas tanto por el área de Cultura y Bienestar Social del Ayuntamiento de Iurreta.
La sede de la asociación se encuentra en los locales municipales de Goiuria Kultur Gunea.
- Datos: Q23695758